# Coltejer

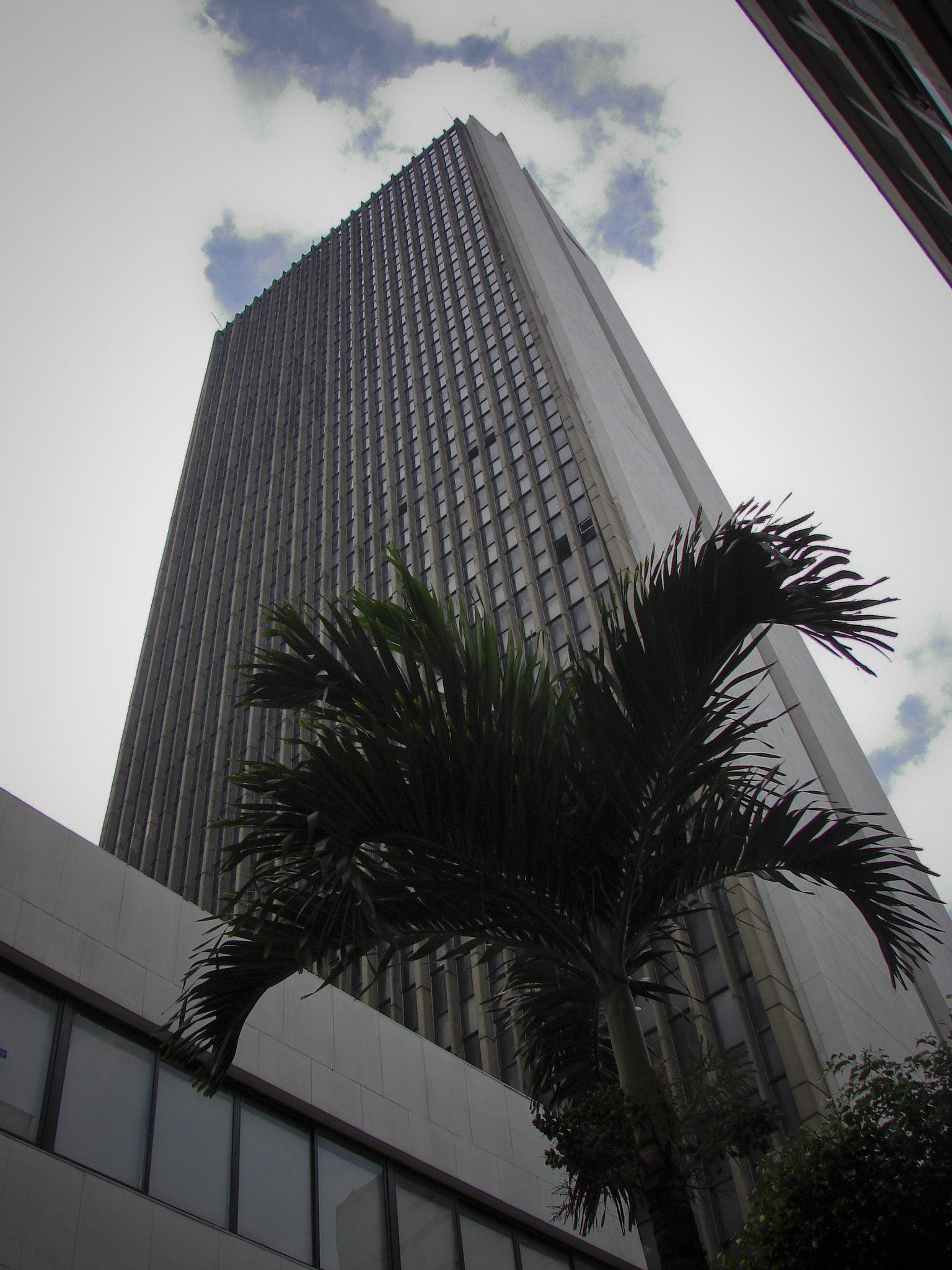
Coltejer Building v Medellínu (z roku 1972), kde sídlí vedle dalších zařízení také ředitelství firmy Coltejer

Coltejer je významný výrobce textilií v Kolumbii.

## Historie
Firma vznikla v roce 1907 z podnětu obchodníka s textiliemi Alejandro Echavirria se zaměřením na výrobu tkanin z kolumbijské bavlny. Z tkalcovské dílny s počátečním kapitálem 1000 USD a čtyřmi tkalcovskými stavy vyrostl ve 30. a 40. letech 20. století na podnik s 1900 tkacími stroji a 4000 zaměstnanci (1943). V poslední dekádě 20. století vyráběl Coltejer ročně až 170 milionů m2 tkanin a netkaných textilií z 50 000 tun textilních vláken. V té době byl považován za největší textilní podnik na jihoamerickém kontinentě. V roce 2008 převzala většinu kapitálu firmy Coltejer mexická Kaltex Group. 
Ve 2. dekádě 21. století klesly příjmy firmy ze 70 milionů USD (2016) na 22 milionů USD (2020), počet zaměstnanců se snížil na 850.